# جبل الشنفي (كشر)

تعديل مصدري - تعديل

جبل الشنفي هي إحدى قرى عزلة العبيسه+العبادلة بمديرية كشر التابعة لمحافظة حجة، بلغ تعداد سكانها 721 نسمة حسب تعداد اليمن لعام 2004.